# Arens de Lledó
Arens de Lledó – gmina w Hiszpanii, w prowincji Teruel, w Aragonii, o powierzchni 34,27 km². W 2011 roku gmina liczyła 205 mieszkańców.